# ارکستر سمفونیک فارس
ارکستر سمفونیک فارس ارکستری در شیراز مرکز استان فارس است که به رهبری ابراهیم بذرافکن از ۱۴۰۱ به فعالیت می‌پردازد. این ارکستر تنها ارکستر سمفونیک فعال کشور در کنار ارکستر سمفونیک تهران است. بیشتر اجراهای این ارکستر در تالار حافظ شیراز به روی صحنه رفته‌اند.
ارکستر سمفونیک فارس با ارکستر سمفونیک تاجیکستان اجرای مشترک داشت.
همچنین این ارکستر در اسفند ماه ۱۴۰۲ کنسرتی را به خوانندگی رضا فکری، خواننده اپرای مطرح ایرانی در دو سانس با موفقیت برگزار کرد. 